# Bad River Chippewa
Bad River Chippewa (Maskii-ziibiing, danas Bad River Band of the Lake Superior Tribe of Chippewa Indians), jedna od bandi Chippewa Indijanaca iz sjevernog Wisconsina, na južnoj obali jezera Superior, kojega oni zovu Gichi Gami. Ovaj kraj danas pripada okruzima Ashland i Iron.
Pleme broji oko 7.000 članova, većina na rezervatu gdje su im glavna naselja New Odanah, Diaperville, Birch Hill i Frank's Field. Oko 200 akera zemljišta nalazi se na otoku Madeline, i također je u njihovom vlasništvu.
Bad River Chippewa su jedna od 6 federalno priznatih Chippewa bandi u Wisconsinu, ostalih pet su: Red Cliff, Lac Du Flambeau ili Waaswaaganiwininiwag, Lac Courte Oreilles ili Odaawaa-zaaga'iganiwininiwag, St. Croix ili Manoominikeshiinyag i Mole Lake.

## Vanjske poveznice
- Bad River Band of the Lake Superior Tribe of Chippewa Indians  Arhivirana inačica izvorne stranice od 9. veljače 2006. (Wayback Machine)